# Rrogozhinë
Rrogozhinë è un comune albanese situato nella prefettura di Tirana.
In seguito alla riforma amministrativa del 2015, sono stati accorpati a Rrogozhina i comuni di Gosë, Kryevidh, Lekaj e Sinaballaj, portando la popolazione complessiva a 22 148 abitanti (dati censimento 2011).

## Sport
La squadra di calcio locale è l'Egnatia, il cui nome richiama l'omonima strada romana che attraversava la città.